# Sip It
"Sip It" é uma canção gravada pela rapper australiana Iggy Azalea para seu futuro terceiro álbum de estúdio End of an Era. Conta com a participação do rapper estadunidense Tyga, marcando a segunda colaboração entre os artistas. A canção foi lançada em 2 de abril de 2021 através da Bad Dreams e Empire Records, com o lançamento simultâneo do single "Brazil".